# Дастан
Дастан (от староперсийски: „приказка“) е граничен между лириката и епоса литературен вид във фолклора и литературата на народите на Близкия изток. По форма дастаните биват изцяло прозаични, изцяло поетични или смесени. Стихът в поетичните дастани е 11-сричен или с редуване на 7/8 срички.
Разработваните сюжети са предимно легендарни и фантастични. Някои от дастаните съдържат откъси от произведения на известни поети от Средна Азия като Навои, Низами и Фирдоуси.
Изпълнителите на дастани се наричат дастанчи или багши, при изпълненията си акомпанират с народни музикални инструменти като двуструнния инструмент дутара. По време на съветската власт в Узбекистан и Туркменистан са документирани голямо количество дастани, които съставляват съществена част от народното творчество на тези две страни.